# دينيسي جونز
دينيسي جونز (بالإنجليزية: Denise Johns)‏ (9 ديسمبر 1978 - ) هي مهندسة معمارية ولاعبة كرة طائرة الولايات المتحدة.

## وصلات خارجية
- دينيسي جونز على موقع قاعدة بيانات الكرة الطائرة الشاطئية (الإنجليزية)